# 乔治·兹亚茨

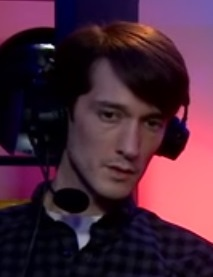

乔治·兹亚茨（英語：George Ziets）是黑曜石娱乐游戏工作室的游戏设计师之一。2006年开始，通过编写PC平台上《无冬之夜2：背叛者的面具》的原创故事剧本而出名，当时被誉为是在《异域镇魂曲》之后最好的角色扮演遊戲剧本。
随后接下了RPG史诗巨作《地牢围攻3》剧本创意首席设计师的工作，不但要在原有故事的基础上加入自己创作的元素，而且还要尽量去了解他并不熟悉的游戏类型。《地牢围攻3》转至黑曜石娱乐开发时，兹亚茨就被授权在原有《地牢围攻系列》的故事背景上加以扩大，并编撰了所有既有的《地牢围攻系列》故事背景资料，还写出了一本在游戏中关于艾柏王国的原始资料，也包括了他写的所有新的背景故事，并打算将自己撰写的故事典籍与《地牢围攻系列》的主设计师Chris Taylor合作开发。

## 参加作品
- 2002年《银河系演义》（Earth & Beyond）
- 2006年《龙与地下城Online》（Dungeons & Dragons Online）
- 2007年《絕冬城之夜2：背叛者的面具》（Neverwinter Nights 2: Mask of the Betrayer)）
- 2007年《指环王Online：安格玛之影》（The Lord of the Rings Online: Shadows of Angmar）
- 2010年《異塵餘生：新维加斯》（Fallout: New Vegas）
- 2011年《地牢围攻3》（Dungeon Siege III）